# 普拉普拉尼山 (伊丘尼亞-聖安東尼奧)
16°11′59″S 70°22′10″W / 16.19972°S 70.36944°W
普拉普拉尼山（Pura Purani），是秘魯的山峰，位於該國南部莫克瓜大區和普諾大區，由伊丘尼亞區和聖安東尼奧區負責管轄，屬於安地斯山脈的一部分，海拔高度5,000米。